# 요나탄 더구즈만
요나탄 더구즈만(Jonathan de Guzmán, 1987년 9월 13일 ~ )는 캐나다 태생의 네덜란드 축구 선수이다. 현재 에레디비시의 스파르타 로테르담의 미드필더로 뛰고 있다.
필리핀 태생의 아버지와 자메이카 태생의 어머니 사이에서 태어난 그는 원래 캐나다 국적을 가지고 있었지만, 2008년 네덜란드로 귀화하였다. 그의 형인 줄리안 더구즈만은 캐나다 축구 국가대표팀의 일원이다.